# Tenchu: Shadow Assassins
Tenchu: Shadow Assassins, pubblicato originariamente in Giappone come Tenchu 4 (天誅 4?, Tenchū Yon, lett. "Retribuzione divina 4"), è un videogioco di genere stealth della serie Tenchu.